# Гиг V д’Альбон

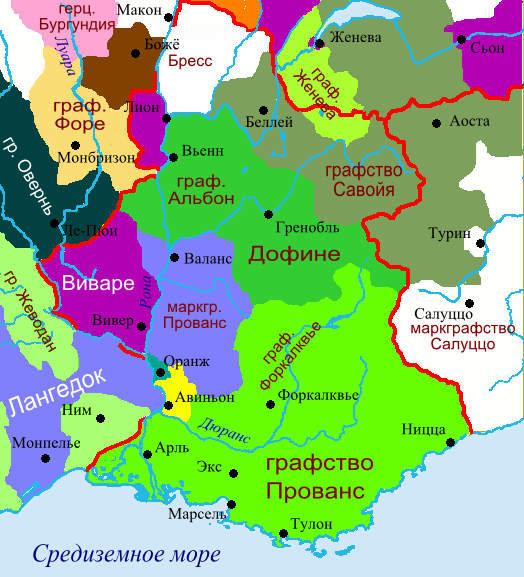
Владения дофинов Вьеннских (обозначены тёмно-зелёным цветом)

Гиг V (фр. Guigues V. d'Albon; 1130—29 июля 1162) — граф Альбона и Гренобля с 1142 года. Первый дофин Вьеннский. Сын Гига IV и Маргариты де Макон.

## Биография
После смерти отца (1142) Гиг V был слишком юн, чтобы править самостоятельно, и до 1153 года находился под опекой матери.
Всегда мечтал отомстить за отца, смертельно раненного в войне с Савойей, и при первом удобном случае начал военные действия против соседа. Он осадил город Монмельян, но армия графа Умберта III заставила его отвести свои войска. При посредничестве гренобльского епископа Гуго II (1132—1148) был заключен мир, с условиями которого согласились обе стороны.
13 января 1155 года в Риволи под Турином Гиг V принес вассальную присягу императору Фридриху Барбароссе и был утвержден в своих владениях. Он также получил серебряный рудник в Амбрюне и право чеканить свою монету в Сезане.
Гиг V принял отцовский герб с изображением дельфина, а отцовское прозвище превратил в титул — провозгласил себя дофином Вьеннуа. Также он продолжал называть себя графом Альбона и Гренобля.
В 1155 году Гиг V женился на Беатрисе Монферратской (1142—1228), дочери маркиза Райнеро Монферратского и Гизелы Бургундской. 
Некоторые историки выдвигают сомнения насчет происхождения жены Гига V. Например, Шорье в своей «Истории Дофине» (Histoire Générale de Dauphiné (1641, Grenoble) называет Беатрису дочерью Гульельма V Монферратского. Однако большинство авторов исследований придерживается мнения, что её отцом был именно Райнеро.
Дети:
- Гиг VI (ум. после 1168), граф и дофин Альбона. Его существование историки подвергают сомнению.
- Беатриса д’Альбон (ум. 1228), графиня д'Альбон. Её сын Андре Бургундский унаследовал в 1228 году графство Альбон.